# Guy Gross (Sänger)
Guy Gross (* 7. Januar 1977 in Berlin; bürgerlich Guy Götz Gross) ist ein deutsch-amerikanischer Musiker und Rechtsanwalt.

## Leben
Im Alter von 18 Jahren bekam er den Auftrag, als Moderator und Interviewer an der Produktion eines Präsentationsvideos über Berlin mitzuwirken.
Im Anschluss daran beschloss er, Musiker zu werden. Er gründete zusammen mit seinem Freund Claus Capek die Band „Die Allianz“, die sich später in „Band ohne Namen“ umbenannte.
Nach der Auflösung der Band produzierte Gross eine Single und ein Album, welches im März 2005 bei Warner erschien. Das Album mit dem Namen Nichts zu verlieren beinhaltete Popballaden.
Nach seiner Musik-Karriere studierte er Jura und erwarb die Zulassung als Rechtsanwalt.

## Diskografie (Solo)
- 2005 – Wo ist die Liebe? (Single)
- 2005 – Nichts zu verlieren